# Blood on the Dance Floor
 Blood on the Dance Floor (скорочено  BOTDF) — американський гурт, що грає в стилях: скримо та кранккор. Гурт був утворений 2007 року у місті Орландо, Флорида, однак зараз базується в місті Фінікс, Аризона. Гурт випустив п'ять студійних альбомів, три з яких були видані без лейбла. Альбом Epic вийшов під лейблом «Candyland Records» у 2010 році, а альбом Evolution вийшов 19 червня 2012 року під лейблом «Dark Fantasy Records».

## Дискографія

### Альбоми
- Let's Start A Riot (2008)
- It's Hard to be a Diamond in a Rhinestone World (2008)
- Epic (2010)
- All The Rage! (2011)
- Evolution (2012)
- Bad Blood (2013)

#### I Scream I Scream
I Scream I Scream — міні-альбом кранкор-гурту Blood on the Dance Floor, що був виданий 2009 року. До альбому увійшли 5 композицій (пісні: «Scream for My Icecream» та «Suicide Club» було видано як окремі сингли).
Пісні
1. Scream for My Icecream
2. Siq With a Q
3. Up All Night!
4. Miss Bipolar (Love Fight)
5. Suicide Club

### Сингли
| 2008 — Suicide Club |                          |
| --- | ------------------------ |
| Suicide Club — пісня гурту Blood on the Dance Floor, що була видана як сингл у другій половині 2008 року. До пісні відео відзняте не було. |                          |
| Suicide Club |                          |
| |                          |
| Сингл Blood on the Dance Floor з альбому Scream for My Ice Cream                                                                           |                          |
| Випущений | 2008                     |
| Формат | сингл                    |
| Записаний | 2007                     |
| Жанр | емо, репкор, електроніка |
| Мова | англійська               |
| Автор пісні | Blood on the Dance Floor |

| 2010 — Candyland |                          |
| --- | ------------------------ |
| «Candyland» (укр. країна солодощів) — сингл гурту Blood on the Dance Floor, виданий 30 березня 2010 року. Дана пісня вважається однією з найсмішніших з репертуару гурту. Згідно з текстом пісні головною темою є інтимні стосунки. Дана пісня має звучання електронної музики, суміщене з використанням вокодеру у приспіві. |                          |
| Candyland |                          |
| |                          |
| Сингл Blood on the Dance Floor |                          |
| Випущений | 30 березня 2010          |
| Формат | сингл                    |
| Записаний | 2009-2010                |
| Жанр | павер-поп кранкор репкор |
| Мова | англійська               |
| Автор пісні | Blood on the Dance Floor |
| Тривалість | 3:29                     |
| Лейбл | self-released            |

| 2010 — Death to Your Heart |                                                |
| --- | ---------------------------------------------- |
| \| Death to Your Heart \| Death to Your Heart \| \| ------------------- \| ---------------------------------------------- \| \| Виконавець \| Blood on the Dance Floor \| \| Мова \| англійська \| \| Видано \| 7 вересня 2010 \| \| Країна \| США \| \| Записано \| 2009-2010 \| \| Жанр \| кранкор, репкор, емо \| \| Відеокліп \| [Архівовано 30 червня 2014 у Wayback Machine.] \| Death to Your Heart — пісня американського кранкор-гурту Blood on the Dance Floor. Як сингл композицію було видано 7 вересня 2010 року. Це був останній сингл з альбому «Epic» 2010. У грудні 2010 року було представлено відеокліп до пісні. Кліп Відео було відзняте 2010 року, що було опубліковане на Youtube в грудні того ж року. Це було дебютне відео гурту. На відео учасники гурту беруть участь в жартівливій боротьбі на рингу з двома дівчатами, одягнутими у сукні чорно-рожевого кольору. У перших двох раундах дівчата перемагають, але в заключному раунді вокалісти, втіливши в собі демонічні образи зуміли налякати їх, і після цього жінки та інші вболівальники починають кровоточити. |                                                |
| Death to Your Heart |                                                |
| Виконавець | Blood on the Dance Floor                       |
| Мова | англійська                                     |
| Видано | 7 вересня 2010                                 |
| Країна | США                                            |
| Записано | 2009-2010                                      |
| Жанр | кранкор, репкор, емо                           |
| Відеокліп | [Архівовано 30 червня 2014 у Wayback Machine.] |

## Звинувачення Дейві Вейніті в сексуальному насильстві
Починаючи з 2009 року, щонайменше 21 жінка звинуватила Дейві Вейніті в сексуальному насильстві та зґвалтуванні.. Колишні учасники гурту Гаррет Екстазі, який покинув гурт у 2009 році, та Джей Вон Монро, який пішов у 2016 році, описали Дейві Вейніті як сексуального маніяка, в той час, як ведучий вокаліст Еш Костелло, ведучий гітарист Ніккі Мізері (New Years Day), та Джеффрі Стар заявили, що вони були свідками того, як Вейніті вступає в сумнівні чи протизаконні сексуальні стосунки під час «Vans Warped Tour» та «All the Rage Tour 2012» приблизно на початку 2010-х. Більшість з жертв були неповнолітніми під час зазначених відносин. У відповідь на звинувачення Combichrist зняли Blood on Dance Floor зі свого турне у 2014 році. Вебсайт мерчандайзингу Big Cartel відмовилися від продукції гурту у 2018 році у відповідь на звинувачення, а Spotify та Google Play видалили музику гурту у квітні 2019 року. Вейніті неодноразово відповідав на звинувачення, як правило, заперечуючи все.
На початку 2020 року американський тележурналіст Кріс Хансен оголосив початок розслідування справи Вейніті, включаючи проведення декількох інтерв'ю з тими, хто стверджує, що Вейніті жорстоко знущався з них чи ґвалтував. Джей Вон Монро, Фаллон Вендетта та Ніколь «Леді» Нограді також з'явилися в YouTube-шоу «Have A Seat With Chris Hansen», відверто розповідаючи про стосунки з Вейніті та про зазначені звинувачення.